# Зворотноточна схема провітрювання дільниці
Зворотноточна схема провітрювання дільниці (рос. возвратноточная схема проветривания участка, англ. reverse ventilation circuit of a mine section) – схема провітрювання виймальної дільниці, при якій повітря надходить до очисного вибою по транспортній виробці та виходить на вентиляційну виробку позаду вибою (під час прямого порядку відробки пласта) або попереду вибою (при зворотному порядку).